# Przyczepki

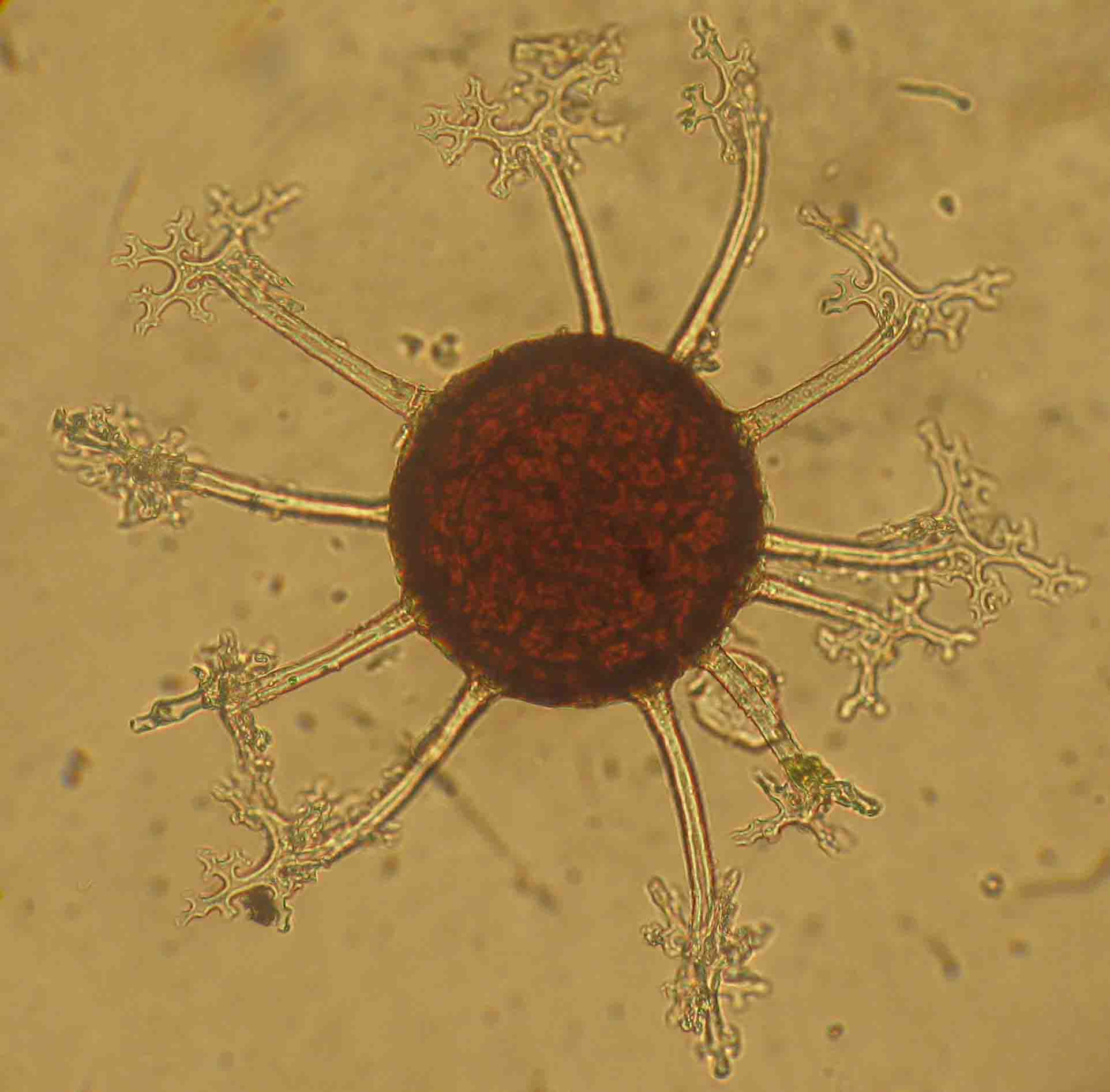
Klejstotecjum z przyczepkami u Erysiphe alphitoides

Przyczepki – różnego rodzaju wyrostki na powierzchni owocników u grzybów. Ich budowa ma duże znaczenie przy oznaczaniu niektórych gatunków, zwłaszcza w rzędzie mączniakowców (Erysiphales).
U mączniakowców przyczepki występują na owocnikach typu klejstotecjum i mogą być:
- podobne do strzępek grzybni, nieregularnie pogięte i niekiedy rozgałęzione – rodzaj Sphaerotheca
- sztywne, proste lub łukowato wygięte, najczęściej na końcach dychotomicznie rozgałęzione – rodzaj Podosphaera
- podobne do strzępek grzybni, pogięte, czasem nieregularnie rozgałęzione. Szczecinki jednokomórkowe, łukowato wygięte, grubościenne, tworzone wokół kleistotecjum – rodzaj Blumeria. Jest to jedyny rodzaj mączniakowców występujący na roślinach jednoliściennych
- sztywne, na końcu dychotomiczne rozgałęzione lub laskowato zagięte:
  - na końcu laskowato zagięte – rodzaj Uncinula
  - na końcu raz albo wielokrotnie dichotomicznie rozgałęzione, bez poprzecznych przegród – rodzaj Erysiphe
  - u podstawy pęcherzykowato rozdęte – rodzaj Phyllactinia
  - podobne do strzępek grzybni, pogięte – rodzaj Leveillula[2].